# Курганський Володимир Абрамович
Володимир Абрамович Курганський (1926, Ніжин Чернігівська область, УРСР, СРСР — †?) — радянський і російський звукооператор, звукорежисер.

## Життєпис
Закінчив Московський електромеханічний технікум залізничного транспорту (1946) та Ленінградський інститут кіноінженерів (1953).
З 1953 р. працював звукооператором на Одеській студії художніх фільмів.
Був членом Спілки кінематографістів України.
Переїхав до Москви. Був членом Спілки кінематографістів СРСР (Московське відділення).

## Фільмографія
Одеська кіностудія:
- «Весна на Зарічній вулиці» (1956)
- «Координати невідомі» (1957)
- «Два Федори» (1959)
- «Мрії здійснюються» (1959)
- «Сильніше урагану» (1960)
- «Ніколи» (1962)
- «Таємниця» (1963)
- «Дочка Стратіона» (1964)
- «Вірність» (1965)
- «Явдоха Павлівна» (1966)
- «Товариш пісня» (1966, кіноальманах)
- «Один шанс із тисячі» (1968)
- «Якщо є вітрила» (1969)
- «Міський романс» (1970)
- «Севастополь» (1970)
- «Остання справа комісара Берлаха» (1972).

Оформив на «Мосфільмі» кінокартини:
- «Фокусник» (1967)
- «Повернення катера» (1971)
- «Гарячий сніг» (1972)
- «Великий атракціон» (1974)
- «Остання жертва» (1975)
- «Портрет з дощем» (1977)
- «Спартак» (1977, фільм-балет)
- «Мій ласкавий і ніжний звір» (1978)
- «У день свята» (1978)
- «Небезпечні друзі» (1979)
- «Постріл у спину» (1979)
- «Коней на переправі не міняють» (1980)
- «Кільце з Амстердама» (1981)
- «Принцеса цирку» (1982)
- «Покровські ворота» (1982)
- «Опудало» (1983)
- «Європейська історія»
- «Розставання» (1984)
- «Варіант „Зомбі“» (1985)
- «Заповіт» (1985)
- «Зіна-Зінуля» (1986)
- «Загін» (1987)
- «Свавілля» (1989)
- «Вірними залишимося»/ Верни ще останем / Wir bleiben treu (1989)
- «Інтердівчина» (1989)
- «Віват, гардемарини!» (1991)
- «Сірі вовки» (1993)

На інших кіностудіях оформив картини:
- «Казенний будинок» (1989, к/с «Третій Рим»)
- «Світ в іншому вимірі» (1990, ТО «Екран»)
- «Золоте дно» (1995)